# Ile Lapin
Die Ile Lapin (auch: Île Lapin, Rabbit Island, dt.: Kanincheninsel) ist ein winziges Motu der Seychellen im Farquhar-Atoll in den Outer Islands. Zusammen mit den Trois Iles, sowie Grande Caye (Sable) und Dépose bilden die winzigen Motu den sichtbaren Teil des westlichen Riffsaums.

## Geographie
Das Motu liegen im Westen des Farquhar-Atolls in der Nähe der Trois Iles.
Abmessungen: 250 × 50 m, 0,8 ha.